# 18e cérémonie des David di Donatello
La 18e cérémonie des David di Donatello s'est déroulée le 21 juillet 1973 au Théâtre de Taormine. 

## Palmarès
- Meilleur film :
  - Alfredo, Alfredo ex æquo avec
  - Ludwig ou le Crépuscule des dieux
- Meilleur film étranger :
  - Le Parrain
- Meilleur acteur :
  - Alberto Sordi pour L'Argent de la vieille
- Meilleur acteur étranger :
  - Yves Montand pour César et Rosalie ex æquo avec
  - Laurence Olivier pour Le Limier
- Meilleure actrice :
  - Florinda Bolkan pour Cari genitori ex æquo avec
  - Silvana Mangano pour L'Argent de la vieille
- Meilleure actrice étrangère :
  - Liza Minnelli pour Cabaret
- Meilleur réalisateur :
  - Luchino Visconti pour Ludwig ou le Crépuscule des dieux
- Meilleur réalisateur étranger :
  - Bob Fosse pour Cabaret

- David Europeo
  - Vittorio De Sica

- David Spécial :
  - Helmut Berger, pour son interprétation dans Ludwig ou le Crépuscule des dieux
  - Al Pacino, pour son interprétation dans Le Parrain
  - Maria Schneider, pour son interprétation dans Le Dernier Tango à Paris et Cari genitori
  - Henry Fonda pour l'ensemble de sa carrière